# Bernd Müller-Pathle
Bernd Müller-Pathle (* 2. Oktober 1940 in Neuhaus am Rennweg; † 4. Januar 2019) war ein deutscher Kaufmann. Er war Politiker für die CDU und von 1990 bis 1994 deren Abgeordneter im Thüringer Landtag.
Von 1955 bis 1958 machte er in Leipzig die kaufmännische Lehre und 1962 sein Abitur. Danach war er Angestellter in seinem Ausbildungsbetrieb bis 1965. Anschließend studierte er an der Ingenieur-Hochschule für Chemische Technik in Köthen. 1970 trat er in die Firma Erich Müller-Pathle KG in Neuhaus am Rennweg als Betriebsleiter ein. Müller-Pathe wurde in dieser Funktion aufgrund der damaligen politischen Verhältnisse in der DDR abgelöst und danach dort Technologe sowie Leiter der Ökonomie. 1978 wurde er rehabilitiert und als Betriebsleiter im VEB Plastaform Gräfenthal tätig. Nach 1981 war er Leiter der Produktionsabteilung in Neuhaus am Rennweg und ab 1990 als selbständiger Unternehmer tätig.